# بانتام (دواجن)

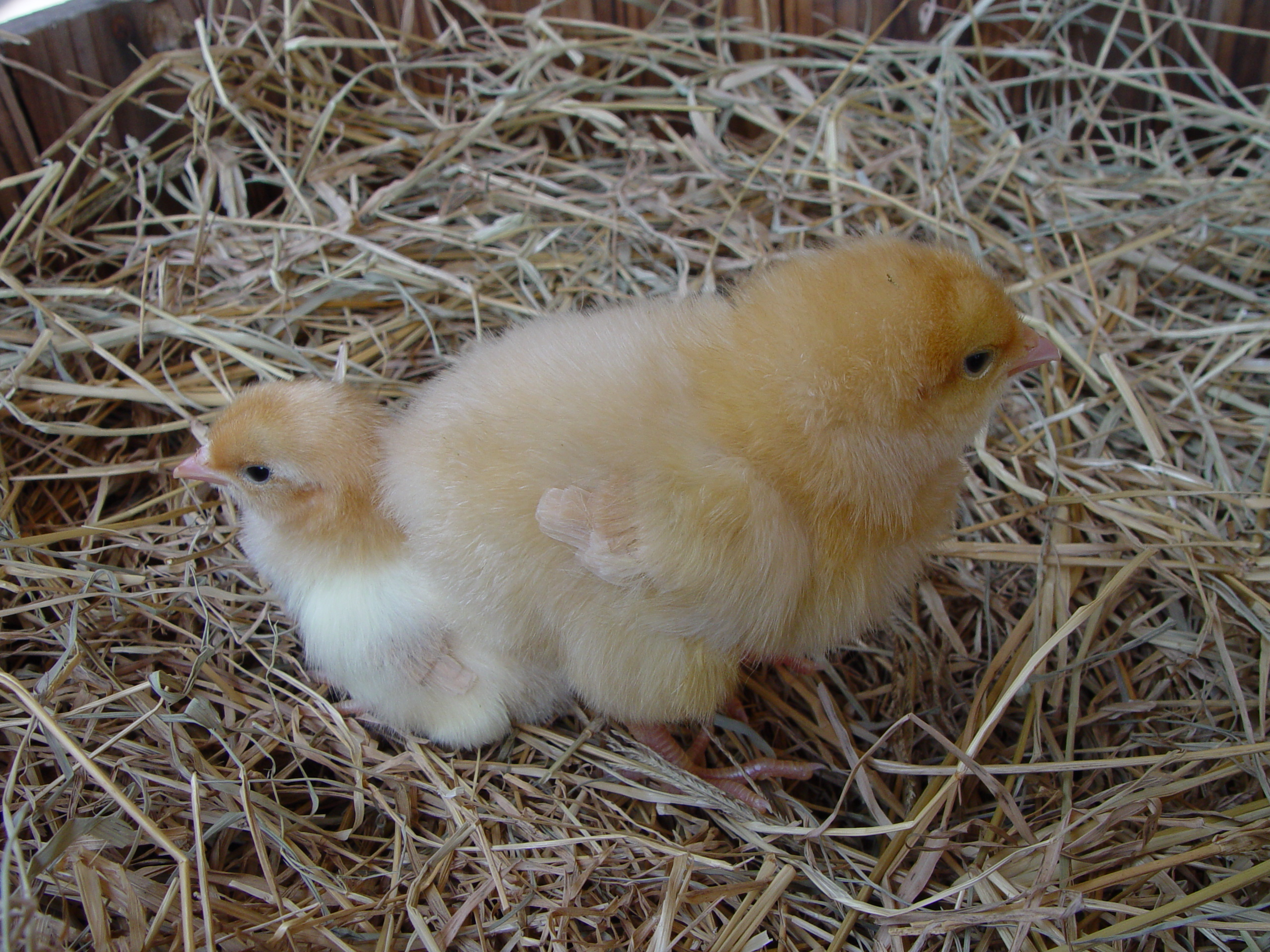
فرخ البَنطَم الياباني نصف حجم فرخ دجاج الأوربنغتون.

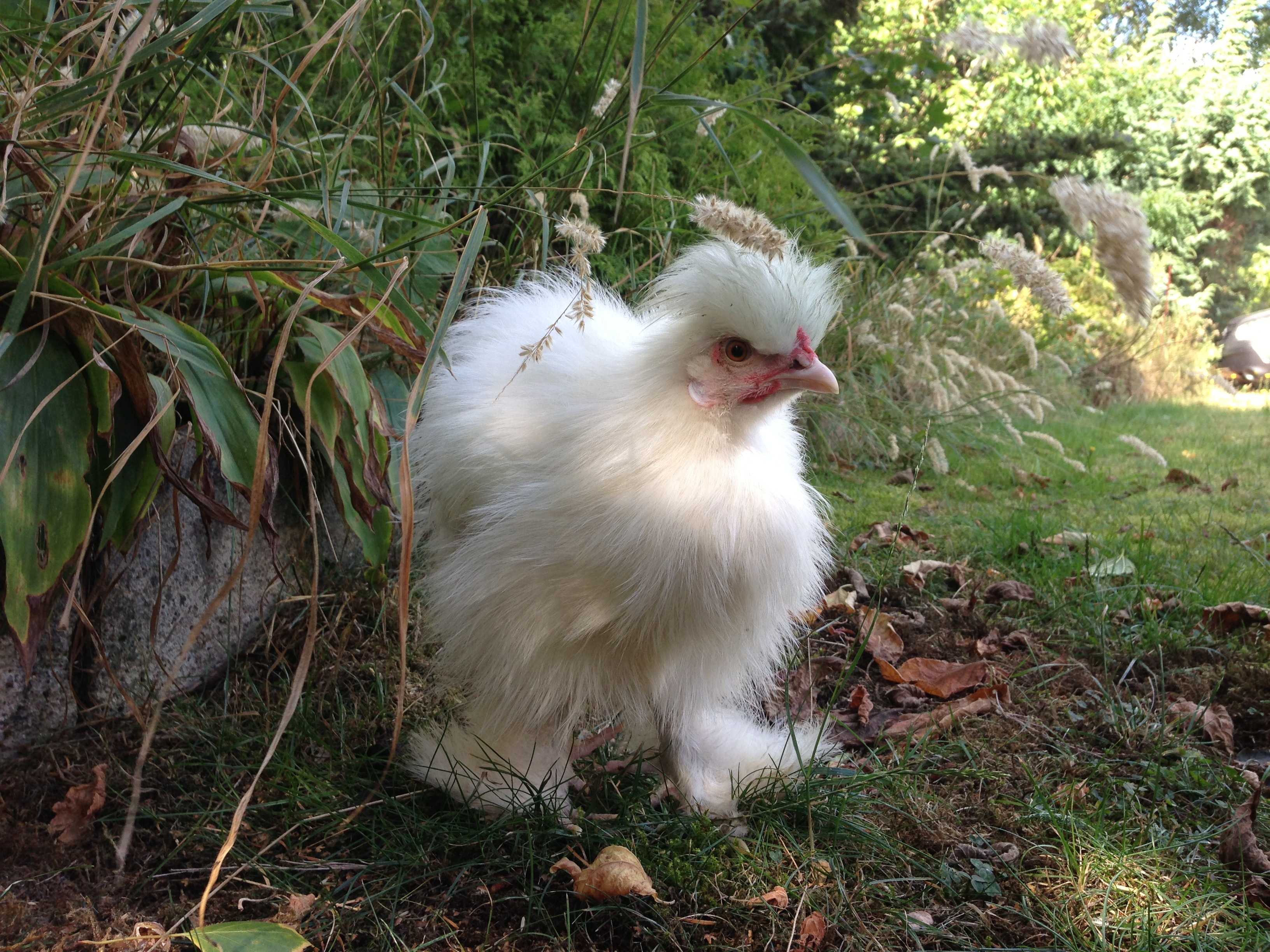
دجاجة بَنطَم حريرية (بالإنجليزية:Silkie أو Silkie chicken) بيضاء، يعتقد أن موطنها جنوب شرق آسيا.

البَنْطَم (بالإندونيسية: Ayam kate)‏ مجموعة متنوعة من الدواجن الصغيرة خاصة الدجاج، أخذت اسمها من مدينة بَنطَم (بانتن) الإندونيسية. البحارة الأوروبيون اكتشفوا هذه الدواجن الصغيرة وعملوا على تربيتها لرحلاتهم البحرية، وأطلق اسم بَنطَم على كل نوع صغير من الدواجن وجد في تلك المنطقة. الأفراد الصغيرة من طيور الدجاج الكبيرة يشار إليها أيضا بالبَنطَم، لكن البَنطَم الحقيقية هي الدواجن الصغيرة فقط